# Burkina Fasos regioner
Burkina Faso er delt ind i 13 administrative regioner (hovedsteder i parentes):
- Boucle du Mouhoun (Dédougou)
- Cascades (Banfora)
- Centre (Ouagadougou)
- Centre-Est (Tenkodogo)
- Centre-Nord (Kaya)
- Centre-Ouest (Koudougou)
- Centre-Sud (Manga)
- Est (Fada N'gourma)
- Hauts-Bassins (Bobo Dioulasso)
- Nord (Ouahigouya)
- Plateau-Central (Ziniaré)
- Sahel (Dori)
- Sud-Ouest (Gaoua)

Disse regioner er delt ind i 45 provinser som igen er delt ind i 301 departementer.
Inden 2025 vil Burkina Faso blive udvidet fra 13 til 17 regioner og fra 45 til 47 provinser. Denne reform påvirker især Boucle du Mouhoun, Est og Sahel, som dækker 43% af territoriet. Fire nye regioner, Soum, Sirba, Tapoa og Sourou, er blevet oprettet med udpegede hovedstæder, mens navnene på provinserne og regionerne er blevet tilpasset lokale navne.